# الاتحاد الاشتراكي العربي (مصر)
الاتحاد الاشتراكي العربي هو تنظيم سياسي مصري منحل، أسسه الرئيس المصري الراحل جمال عبد الناصر في 4 يوليو 1962 كتنظيم موحد يقود الحياة السياسية في مصر، وقد جاء بديلًا للاتحاد القومي.

## الاتحاد القومي
في عام 1957 أنشأت ثورة يوليو «الاتحاد القومي» ليكون تنظيمًا سياسيًا بديلًا لهيئة التحرير، وكان هدف الاتحاد تحقيق الأهداف التي قامت من أجلها الثورة، وحث الجهود على بناء البلاد بصورة سليمة من النواحي السياسية والاقتصادية والاجتماعية، ومن تلك الأهداف أيضا: تقليص الفوارق بين طبقات الشعب والقضاء على الإقطاع، وإقامة حكومة تعمل لمصلحة الشعب وتكوين جيش وطني وطرد المستعمر. وقد حُل الاتحاد القومي ليحل مكانه الاتحاد الاشتراكي العربي عام 1962.

## إنشاء الاتحاد الاشتراكي العربي

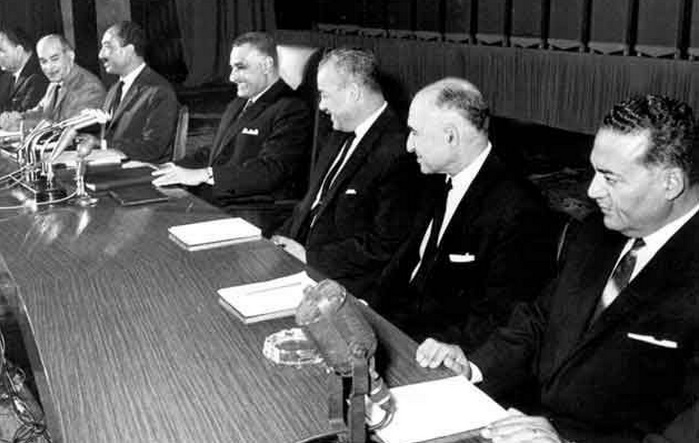
اللجنة التنفيذية في مؤتمر الحزب مارس 1969. من اليمين إلى اليسار: ضياء الدين داود، محمود فوزي (سياسي)، حسين الشافعي، جمال عبد الناصر، أنور السادات، علي صبري ولبيب شقير.

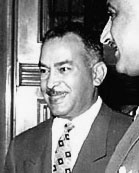
علي صبري، شغل منصب أمين الاتحاد الاشتراكي بين عامي 1965-1971.

في نوفمبر 1961 عقدت اللجنة التحضيرية للمؤتمر الوطني للقوى الشعبية اجتماعها الأول، وفي مايو 1962 عُقد المؤتمر الوطني للقوى الشعبية لاختيار قيادات من النقابات المهنية والعمالية والاتحادات الطلابية موزعة جغرافيًا.
في هذا المؤتمر تم إعلان «الميثاق الوطني» وقام المؤتمر بإقراره، وفيه التزام جمال عبد الناصر بالخط الثوري الذي يقوم علي الاشتراكية والقومية العربية. كما أعلن جمال عبد الناصر في خطابه في هذا المؤتمر عن تأسيس «الاتحاد الاشتراكي العربي» كتنظيم سياسي شعبي جديد بدلاً من «الاتحاد القومي» الذي أسس في مايو 1957، وهيئة التحرير التي أنشئت عام 1953.
أصدر المؤتمر الوطني لقوى الشعب العاملة قرارا بتفويض الرئيس جمال عبد الناصر في تشكيل لجنة تنفيذية عليا مؤقتة تقوم باتخاذ القرارات اللازمة لتشكيل تنظيمات الاتحاد، فأصدر قراراً بتشكيل الأمانة العامة للاتحاد الاشتراكي العربي من:
1. أنور السادات
2. حسن إبراهيم
3. حسين الشافعي
4. كمال الدين حسين
5. علي صبري
6. الدكتور نور الدين طراف
7. المهندس أحمد عبده الشرباصي
8. كمال الدين رفعت
9. عباس رضوان
10. محمد عبد القادر حاتم
11. محمد طلعت خيري
12. أنور سلامة

## قانون الاتحاد الاشتراكي

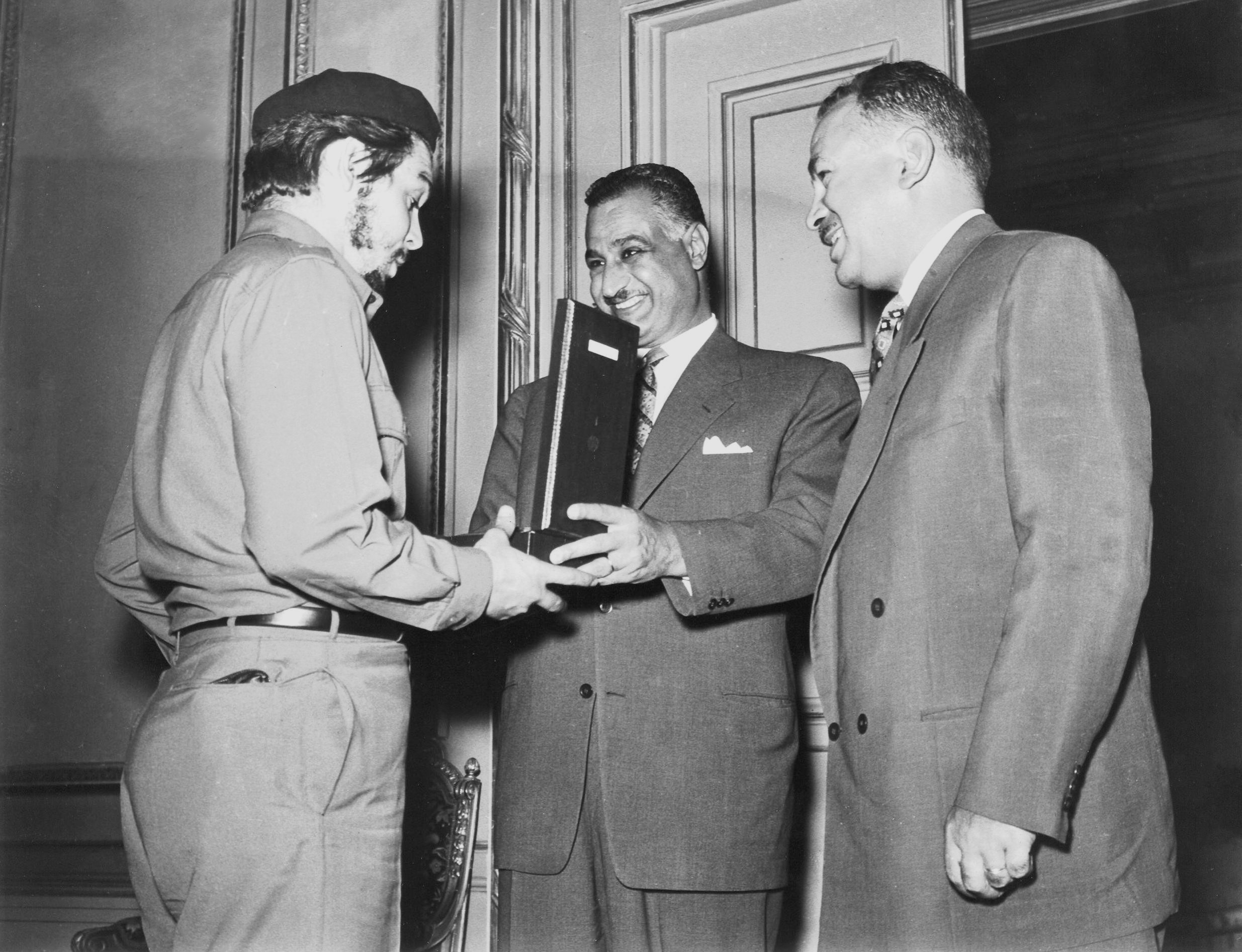
جمال عبد الناصر (وسط) مع ارنستو تشي غيفارا (يسار) وعلي صبري (يمين)، الذي تولى منصب الأمين العام 1971-1965.

صدر القرار رقم 1 لسنة 1962 بقانون الاتحاد الاشتراكي العربي. وعلى أساسه تمت انتخابات الوحدات الأساسية للاتحاد الاشتراكي العربي.
نصّ قانون الاتحاد الاشتراكي على أن هذا التنظيم هو «الطليعة الاشتراكية التي تقود الجماهير وتعبِّر عن إرادتها وتوجِّه العمل الوطني، وتقوم بالرقابة الفعّالة على سيره وخطِّه السليم في ظل مبادئ الميثاق».
وقد تكون الاتحاد من أعضاء عاملين وأعضاء منتسبين. ألفت الفئة الأولى الوحدة التأسيسية بالقرية مثلاً، وكان للأعضاء المنتسبين أن يتحولوا إلى أعضاء عاملين (الأعضاء العاملون هم الذين لهم حق الترشح على جميع المستويات في حين يكون الانتخاب حقًا لجميع الأعضاء الباقين)، وقد بلغ أعضاء الاتحاد الاشتراكي العربي عند إنشائه ستة ملايين.

## النص عليه في الدستور
في 23 مارس 1964 صدر دستور 1964، الذي سمي بالدستور المؤقت، إلى أن يتم مجلس الأمة الجديد وضع الدستور الدائم. نص الدستور المؤقت في مادته الثالثة على أن «الوحدة الوطنية التي يصنعها تحالف قوى الشعب الممثلة للشعب العامل، وهم الفلاحون والعمال والجنود والمثقفون والرأسمالية الوطنية هي التي تقيم الاتحاد الاشتراكي العربي ليكون السلطة الممثلة للشعب والدافعة لامكانيات الثورة والحارسة على قيم الديموقراطية السليمة».

## النص عليه في القانون
أصبحت عضوية الاتحاد الاشتراكي لازمة فيمن يرشح لمجلس الأمة (القانون رقم 158 لسنة 1963 المعدل بالقانون رقم 47 لسنة 1964)، ولعضوية النقابات المهنية (القانون رقم 31 لسنة 1966)، ولمجالس إدارة التشكيلات النقابية (قرار وزير العدل رقم 35 لسنة 1964)، والجمعيات التعاونية (القانون رقم 87 لسنة 1964)، والعمد والمشايخ (القانون رقم 59 لسنة 1964) ومجالس الإدارة المحلية (كان القانون 124 لسنة 1960 يشترط عضوية الاتحاد القومي فاعتُبر أن الاتحاد الاشتراكي العربي قد حل محل الاتحاد القومي واشترطت عضويته دون تعديل القانون). وفي عام 1963 أنشئ التنظيم السياسي القائد للتحالف سرًا.

## التنظيم الطليعي

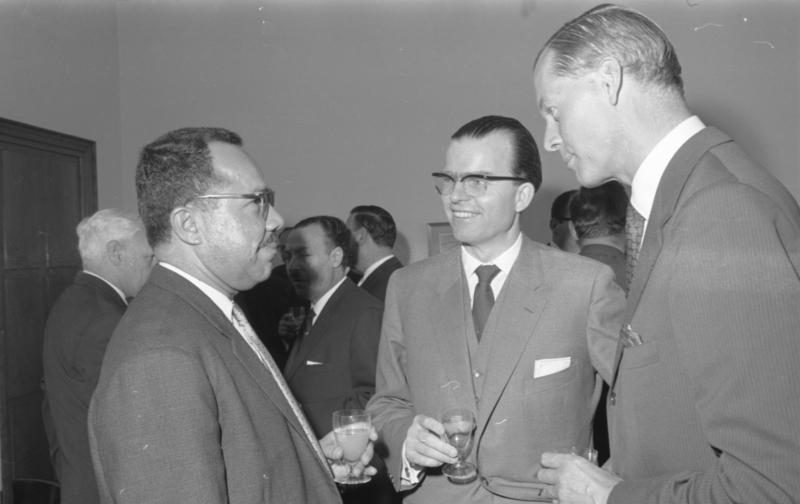
وزير الاعلام العراقي عبد الكريم فرحان في بون، مايو 1964.

بعد سنتين من تأسيس الاتحاد الاشتراكي العربي، تم تأسيس تنظيم داخل التنظيم ضم من يضمن ولاءهم وسمي بتنظيم طليعة الاشتراكيين أو التنظيم الطليعي، وكان الهدف منه ـ كما أعلن وقتئذ ـ هو «تجنيد العناصر الصالحة للقيادة وتنظيم جهودها وتطوير الحوافز الثورية للجماهير». وقد أشرف على بناء التنظيم كل من محمد حسنين هيكل وعلي صبري وسامي شرف. وقد أشار الميثاق إلى تكوين هذا التنظيم في عام 1962، وإن لم ينص على الطبيعة السرية له. وصل عدد أعضاء التنظيم إلى 30,000 عضو.

## منظمة الشباب الاشتراكي
في نفس العام (1964) تم تأسيس «منظمة الشباب الاشتراكي»، التي كانت تنظيمًا مكتملًا من القاعدة للقمة لكنه يتبع الاتحاد الاشتراكي، وإن كانت تشكيلاته شبه مستقلة عنه، وكانت المنظمة تتبع أمين الاتحاد الاشتراكي آنذاك علي صبري.

## الاتحاد الاشتراكي في عهد السادات
في عام 1974، أعلن الرئيس أنور السادات خطة جديدة أساسها أن تصبح عضوية الاتحاد اختيارية، وأن يسمح في الانضمام إليه بالعضوية الجماعية للنقابات، وأن يسمح بنشوء منابر سياسية متميزة بداخله تحولت فيما بعد إلى ثلاثة أحزاب أساسية: اليمين، الوسط، اليسار.
تحولت المنابر الثلاثة التي أنشأها السادات تدريجيا نحو التعددية الحزبية، وتألفت منها ثلاثة أحزاب:
1. حزب مصر العربي الاشتراكي، الذي أسسه الرئيس السادات وترأسه رئيس وزرائه آنذاك ممدوح سالم، ليكون أول حزب ينشأ في السلطة في عهد الرئيس أنور السادات.
2. حزب الأحرار الاشتراكيين برئاسة مصطفى كامل مراد، أحد الضباط الأحرار.
3. حزب التجمع الوطني التقدمي الوحدوي، برئاسة خالد محيي الدين عضو مجلس قيادة الثورة سابقا.[2]

كان حزب مصر العربي الاشتراكي يمثل الحزب الحاكم بقيادة الرئيس السادات، وفي عام 1978، أعلن السادات إنشاء الحزب الوطني الديمقراطي، الذي انضم إليه أعضاء حزب مصر العربي الاشتراكي، وأصبح هو الحزب الحاكم، وترأسه الرئيس السادات ثم الرئيس محمد حسني مبارك عقب اغتيال الرئيس السادات.

## إلغاء الاتحاد الاشتراكي العربي
في عام 1980 تم تعديل دستور وعدلت المادة الخامسة التي كانت تنص أن الاتحاد الاشتراكي العربي هو التنظيم الوحيد، لتسمح بتعدد الأحزاب والذي كان صدر لها قانون لتنظيمها قبل هذا التعديل في عام 1977. ورغم ذلك لم يتم إلغاء الاتحاد الاشتراكي رسميا إلا في أواخر الثمانينيات من القرن العشرين عندما ألغى مبارك الاتحاد الاشتراكي العربي والقوانين المنظمة له رسميا.

## الاتحادات الاشتراكية العربية في دول عربية أخرى
حذت حذو مصر في إقامة الاتحاد الاشتراكي العربي كل من ليبيا والسودان كما وجدت تجمعات سياسية تحمل هذا الاسم في سوريا ولبنان.